# Клеотера
Клеоте́ра (греч. Κλεοθήρα) — в греческой мифологии дочь милетского царя Пандарея и его жены Гармофои, сестра Меропы и Аэдоны.

## Мифология
Клеотера и её сёстры Аэдона и Меропа родились в семье Пандарея, царя Милета.
Согласно одной из версий, их отец Пандарей похитил золотую собаку, сторожившую храм Зевса в Дикте, на Крите, и передал её на хранение царю Сипила Танталу. Когда он вновь объявился в Сипиле и потребовал собаку назад, Тантал поклялся богу Гермесу, что ничего не брал. По другой версии, всё произошло наоборот и это Тантал выкрал золотую собаку и отдал её на хранение Пандарею. Как бы там ни было, Зевс потребовал вернуть похищенное. Из-за лживых клятв и заверений богам во главе с Зевсом в том, что он никогда не видел золотого пса, разъярённые боги убили Пандарея и его жену (в другом варианте мифа — превратили их в камень).
Зевс хотел отомстить всем членам семьи Пандарея. Афродита и другие богини спасли Клеотеру и Меропу, двух младших сестёр, и воспитали их: Гера наделила их красотой и сверхчеловеческой мудростью, Артемида сделала их сильными и высокими, а Афина обучила всем известным женским ремёслам. Афродита подобрала им женихов и даже отправилась к Зевсу с целью добиться от него прощения для них. Однако он, вероятно, что-то заподозрил и, пока Афродита уединилась с ним на Олимпе, гарпии с его согласия похитили девушек и передали их эриниям, которые сделали из них своих служанок и заставили несчастных сирот до конца жизни жестоко страдать за родительские грехи.